# Justicia ventricosa
Justicia ventricosa es una especie de planta floral del género Justicia, familia Acanthaceae.
Es nativa de Camboya, Laos, Birmania, Tailandia y Vietnam. Especie introducida en el Centro-sur de China.